# Communes de la ville métropolitaine de Bari
- Haut – A
- B
- C
- D
- E
- F
- G
- H
- I
- J
- K
- L
- M
- N
- O
- P
- Q
- R
- S
- T
- U
- V
- W
- X
- Y
- Z

## A
- Acquaviva delle Fonti
- Adelfia
- Alberobello
- Altamura

## B
- Bari
- Binetto
- Bitetto
- Bitonto
- Bitritto

## C
- Capurso
- Casamassima
- Cassano delle Murge
- Castellana Grotte
- Cellamare
- Conversano
- Corato

## G
- Gioia del Colle
- Giovinazzo
- Gravina in Puglia
- Grumo Appula

## L
- Locorotondo

## M
- Modugno
- Mola di Bari
- Molfetta
- Monopoli

## N
- Noci
- Noicàttaro

## P
- Palo del Colle
- Poggiorsini
- Polignano a Mare
- Putignano

## R
- Rutigliano
- Ruvo di Puglia

## S
- Sammichele di Bari
- Sannicandro di Bari
- Santeramo in Colle

## T
- Terlizzi
- Toritto
- Triggiano
- Turi

## V
- Valenzano